# Pennadam

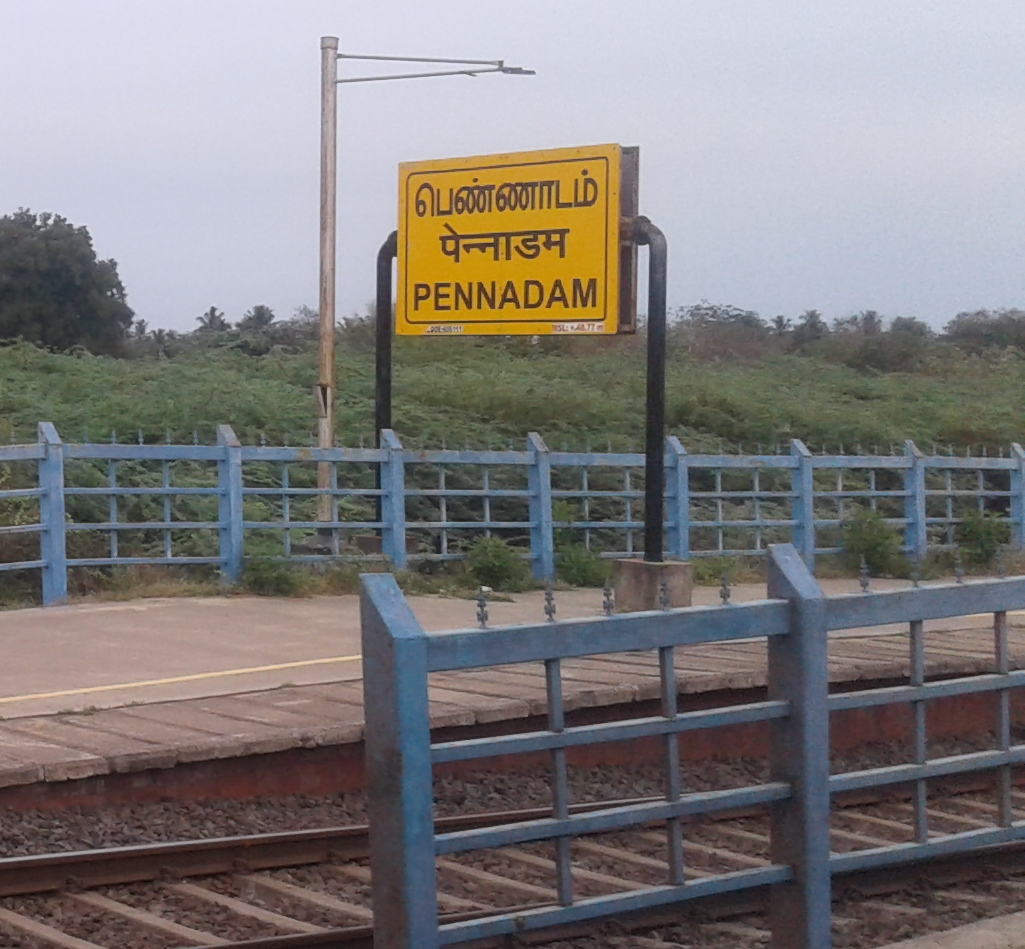
Pennadam Estación de tren

Pennadam es una ciudad y nagar Panchayat situada en el distrito de Cuddalore en el estado de Tamil Nadu (India). Su población es de 19494 habitantes (2011).

## Demografía
Según el censo de 2011 la población de Pennadam era de 19494 habitantes, de los cuales 9725 eran hombres y 9769 eran mujeres. Pennadam tiene una tasa media de alfabetización del 78,22%, inferior a la media estatal del 80,09%: la alfabetización masculina es del 85,55%, y la alfabetización femenina del 71,03%.